# Wanda (Minnesota)
Pour les articles homonymes, voir Wanda (homonymie).
Wanda est une ville américaine située dans le comté de Redwood, dans le Minnesota. Selon le recensement de 2010, sa population est de 84 habitants.